# Políptico de Gante
El retablo la Adoración del Cordero Místico, también conocido como Altar de Gante, es un políptico de doce tablas al óleo realizado por los hermanos Hubert y Jan van Eyck, por encargo de Joos Vyd y su esposa, Elisabeth Borluut. Fue pensado para la iglesia de San Juan de Gante (actual Catedral de San Bavón), donde aún permanece.

## Descripción
Abierto mide 340 x 440 cm, siendo uno de los retablos de mayores dimensiones del norte de Europa en el siglo XV.
El tema central es la narración bíblica sobre la redención del hombre por el sacrificio de Jesús, ofreciendo una lectura de la Teología cristiana desde la Anunciación (en su exterior) hasta la Adoración del Cordero (en su interior).
Normalmente se mostraba cerrado, pero en las festividades se abría, dejando a la vista los colores vibrantes del interior.
Una serie de referencias llenan el retablo de simbolismo escondido, muy del gusto de los pintores flamencos junto a referencias cultas a la pintura italiana del Trecento, a Giotto e incluso a su contemporáneo, el pintor renacentista Masaccio, confieren al cuadro un notable interés, ya que los autores fueron capaces de reelaborar los elementos simbólicos dentro de los elementos visibles. Pero es su aporte innovador a la representación de la realidad y al desarrollo del espacio pictórico lo que sitúa este retablo como un hito en la historia del arte ya que marca la transición de la pintura gótica a la del Renacimiento, específicamente: del Renacimiento nórdico.

## Historia
El retablo de Gante tiene una historia material compleja, pues se trata de una obra de arte muy codiciada que ha sido víctima de varias agresiones y de al menos seis robos.
En consecuencia, las diferentes tablas han sido desunidas en varias ocasiones, permaneciendo separadas unas de otras por largos periodos de tiempo.
En el año 1566 se desunió para esconderlo de las revueltas calvinistas, que estaban destruyendo muchas obras de arte sacro de acuerdo a la mentalidad iconoclasta.
En 1794, las cuatro tablas centrales fueron enviadas al Louvre por las tropas de Napoleón, pero en 1815 Luis XVIII de Francia las devolvió como señal de agradecimiento a la ciudad donde encontró refugio.
Las alas laterales se vendieron el año siguiente, y tras varias ventas intermedias acabaron en la Gemäldegalerie de Berlín. Pero en el año 1919 el Tratado de Versalles cita explícitamente el retablo y obliga a Berlín a devolver las tablas a Gante.

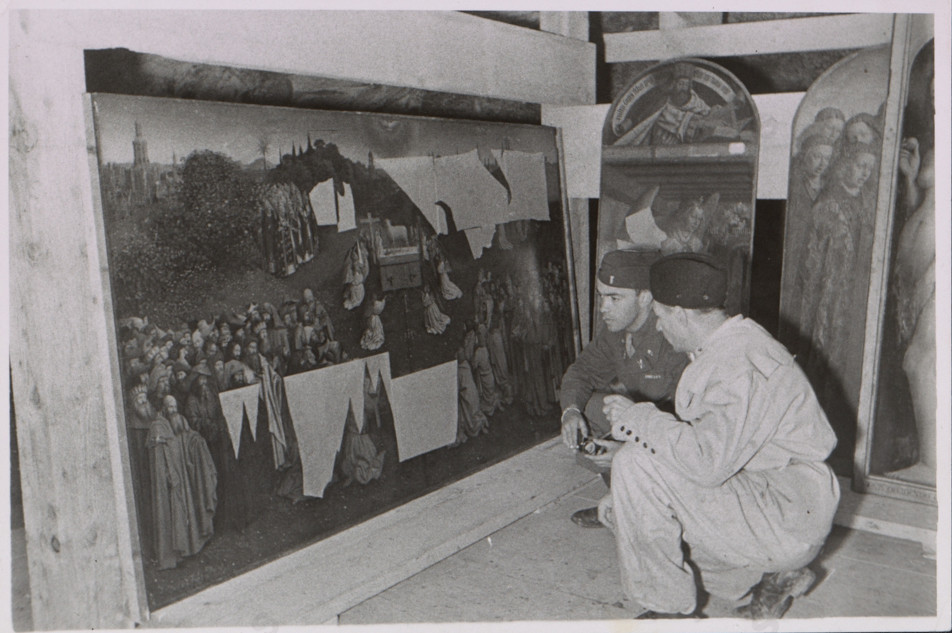
El retablo recuperado de las minas de sal de Altaussee al final de la Segunda Guerra Mundial

Durante la Segunda Guerra Mundial, el ejército alemán trasladó el retablo, junto a otras siete mil obras de arte, a una mina de sal, de donde fueron rescatadas por la unidad MFAA (Monuments, Fine Arts, and Archives program o Monuments Men), en español el Programa de Monumentos, Arte y Archivos.
Actualmente una de las tablas sigue perdida. Se trata de Los Jueces Justos (extremo inferior izquierdo del políptico) que fue robado en el año 1934. El que actualmente se contempla es una copia realizada por el pintor belga Jef Vanderveken en el año 1945.
A partir de 2010, el retablo está siendo sometido a un minucioso proceso de análisis y restauración, con apoyo de la Fundación Getty de California. La primera fase concluyó en 2017 y permitió restaurar los paneles traseros de las dos puertas. La segunda fase, concluida en 2019, restauró los panales inferiores: los de la derecha -el de Los Peregrinos y el de Los Ermitaños-, la escena central con la Adoración del Cordero Místico, y los dos de la izquierda: el de Los Caballeros de Cristo y el de Los Jueces Justos.

### Copias
A petición de Felipe II de España, el pintor Michel Coxcie hizo una copia completa del retablo a mediados del siglo XVI. Este conjunto presidió la capilla del Alcázar de Madrid exactamente durante un siglo, entre 1561 y 1661, año en que fue reemplazado por El Pasmo de Sicilia de Rafael Sanzio. El políptico pintado por Coxcie hubo de trasladarse a un convento de Madrid, y por desgracia luego se desmanteló y actualmente sus tablas se hallan repartidas en varios lugares: en la Real Sociedad Económica Aragonesa del País de Zaragoza (dos paneles) y en museos de Bruselas, Berlín y Múnich.
El Museo del Prado de Madrid posee una peculiar derivación del políptico: el cuadro Cristo entre la Virgen María y San Juan Bautista, obra de Jan Gossaert, donde las tres cabezas de dichos personajes fueron copiadas del original de los Van Eyck en el mismo tamaño, presumiblemente mediante calcos en papel obtenidos de él .

## Atribución
No se ha podido establecer con total certeza el grado de participación de Jan y Hubert van Eyck en los distintos paneles del retablo. El hermano mayor, Hubert van Eyck, murió en 1426, y probablemente Jan tomó el relevo. Sin embargo se desconoce el estado de la obra en aquel momento.
En 1823 se descubrió en el marco una cuarteta rimada que decía que fue comenzado por Hubert van Eyck «del cual no existe mejor» y que Jan, «segundo en el arte», lo concluyó en 1432.
Estas líneas se leen unidas cuando el retablo está cerrado, y la fecha aparece cifrada en un cronograma que se descifra al leer algunas de las letras como números romanos.
Los expertos se han basado en técnicas de datación, en análisis del estilo y en documentos para intentar determinar el grado de participación de cada autor, pero no han podido llegar a conclusiones.
Además, no hay duda de que un retablo de estas dimensiones fue realizado con la participación del taller. Se puede suponer que tanto Hubert como Jan practicaban un estilo pictórico muy parecido, que los colaboradores del taller imitaban.

## Vista del políptico cerrado

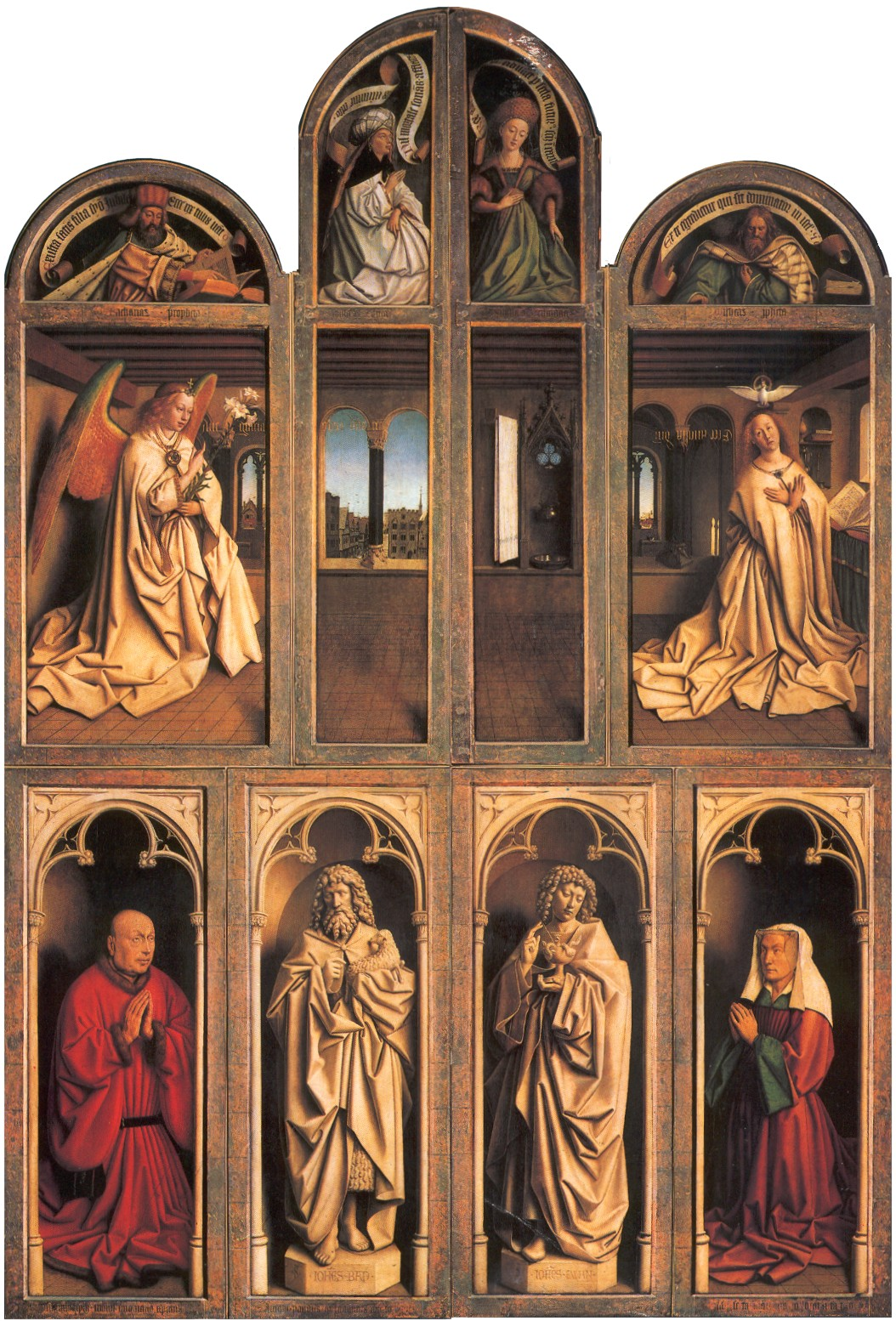
Políptico cerrado

El retablo se mostraba cerrado durante la mayor parte del año, abriéndose solamente los días de fiesta.
En comparación con los colores vibrantes del interior, la vista cerrada ofrece escenas de colores más sobrios.
En la parte superior hay cuatro figuras que predijeron la llegada de Cristo. Dos de ellas pertenecientes a la tradición pagana y dos a la tradición bíblica.
Los cuatro personajes dirigen la composición hacia la escena de la Virgen de las tablas inferiores, ya sea a través de la mirada o la orientación de sus caras y cuerpos. Sobre ellos flotan textos en filacterias.
Las dos mujeres son sibilas, que eran profetisas de la mitología griega. Se trata de la sibila de Cumas y la sibila Eritrea, que durante la Edad Media se pensaba que habían anunciado la llegada de Jesús. La sibila Eritrea —situada a la izquierda en la vista cerrada del retablo— está en actitud orante.
La sibila de Cumas, con un vestido verde, dirige la mirada hacia la Virgen y sitúa la mano sobre su vientre, en un gesto que sugiere el embarazo de María.
Esta sibila es evocada en la cuarta égloga  de Virgilio, interpretada por algunos autores cristianos como una profecía mesiánica. A su vez, el mismo poeta Virgilio aparece en la vista abierta del retablo, vestido con una túnica blanca en el panel central de la Adoración del cordero.
Las dos profetisas están encima de la habitación que hay entre el ángel y la Virgen.
A los lados, en lunetos, los profetas Zacarías y Miqueas, autores de libros proféticos del Antiguo Testamento. Están representados en una especie de antepecho y mirando hacia abajo con libros que hacen el efecto de sobresalir del marco.
Justo debajo hay una escena de la Anunciación con el arcángel Gabriel a la izquierda y la Virgen María a la derecha, de manera que el luneto con el profeta Zacarías queda encima de Gabriel y el profeta Miqueas sobre la Virgen.
El nivel inferior enseña, en los paneles laterales, a los donantes arrodillados, y simula dos esculturas de San Juan Bautista y San Juan Evangelista en el centro.

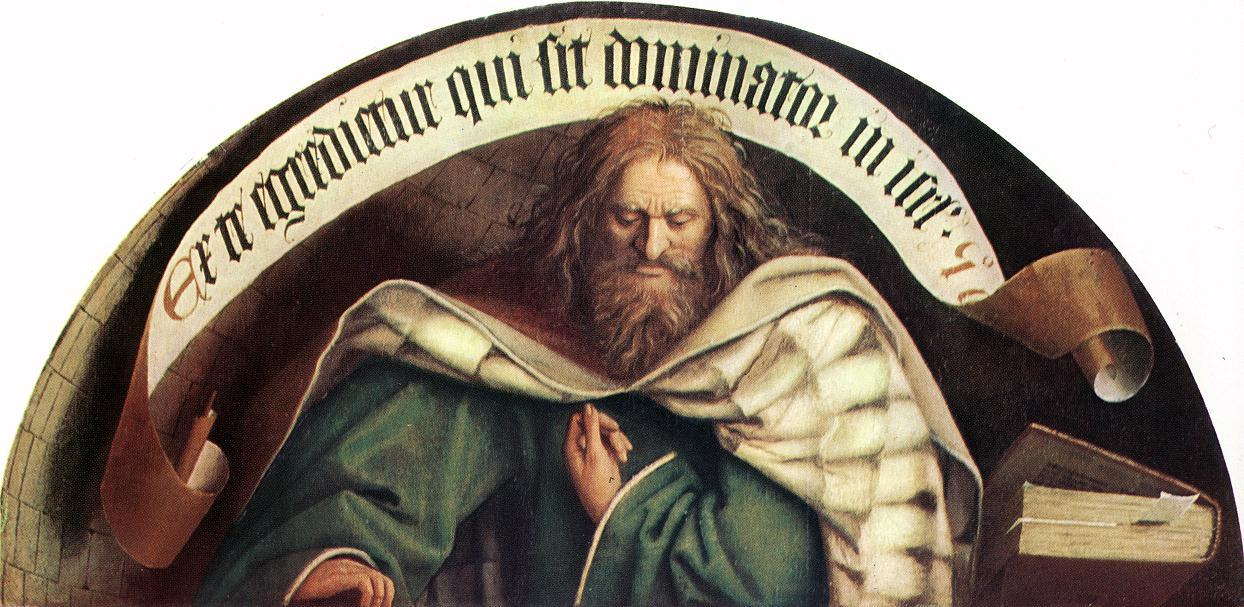
Detalle del profeta Miqueas en la luneta derecha.

### Anunciación

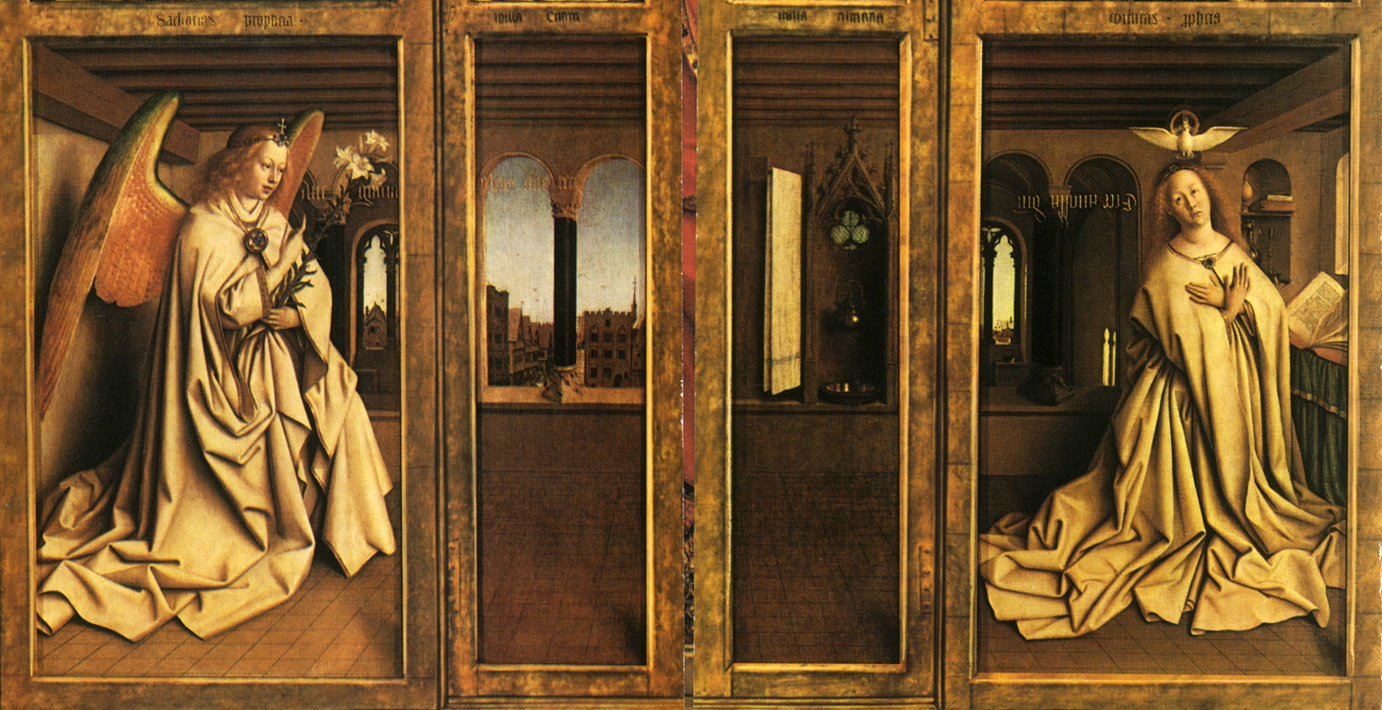
El arcángel Gabriel a la izquierda y la Virgen María a la derecha; entre ellos, el espacio de una habitación con una ventana y con un nicho

Los paneles del segundo nivel muestran el episodio de la Anunciación.
A la izquierda se observa al arcángel Gabriel y a la derecha a la Virgen María.
A través de un examen con rayos X se descubrió que en principio no estaba previsto el techo de madera, sino unos nichos pintados como las figuras inferiores, con ejecución en monocromo, lo que explicaría su «insólita blancura».

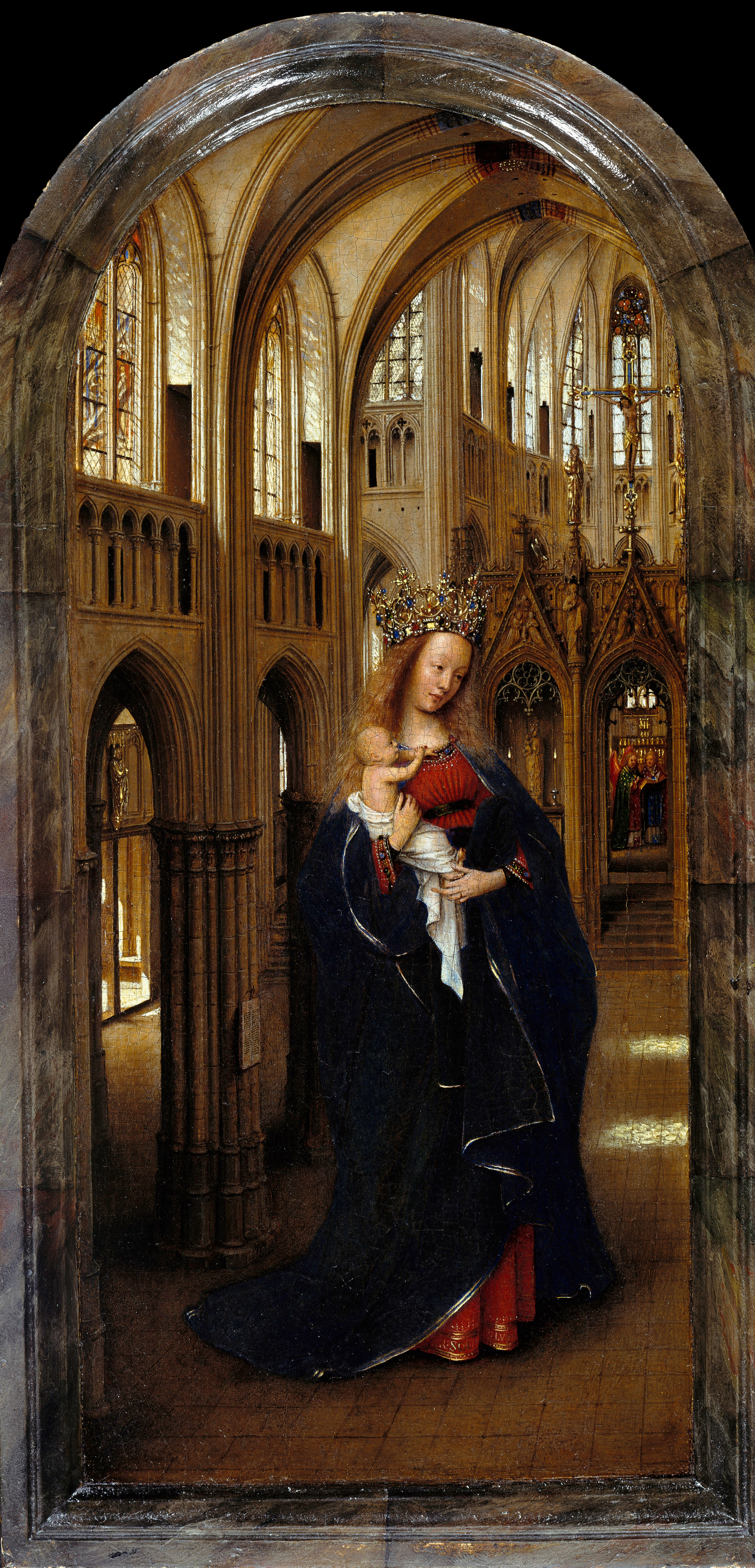
La Virgen en una iglesia (h. 1438–40) de Jan van Eyck también muestra la diferencia de escala entre la Virgen y la arquitectura.

El ángel lleva un lirio, símbolo de la virginidad, y le dice «Dios te salve, María, llena eres de gracia», a lo que ella le responde «He aquí la esclava del Señor»; la inscripción está en latín, en letras doradas, estando al revés el «Ecce Ancilla Domini» de la Virgen, como ocurre en la Anunciación, de Jan van Eyck. Las palabras de María se dirigirían de esta forma al cielo o a la paloma del Espíritu Santo que hay sobre su cabeza.
En medio, hay una ventana con arcos geminados; se cree que pudo representar la vista de Gante desde el estudio de los Van Eyck. Y, además, un nicho con una palangana, un jarro metálico y un paño, alusivos a la virginidad de María.
El techo de la habitación parece demasiado bajo en comparación con las dimensiones de los personajes. La escala grande de la Virgen y del arcángel responde a una convención con la que se representaban las apariciones de los santos, y en especial de la Virgen. Puede apreciarse este efecto, de forma más acentuada, en la tabla de Jan van Eyck la Virgen en una iglesia, (hacia 1438).
En la Anunciación del Políptico de Gante, el espacio representado en las cuatro tablas es la misma habitación, con un único punto de fuga.
La Virgen y el arcángel se sitúan en un interior burgués, donde a través de la ventana se puede apreciar la vida en una ciudad del siglo XV. Esta representación de la Anunciación en un espacio doméstico de la época, podría ser una influencia directa del Tríptico de la Anunciación, de Robert Campin.

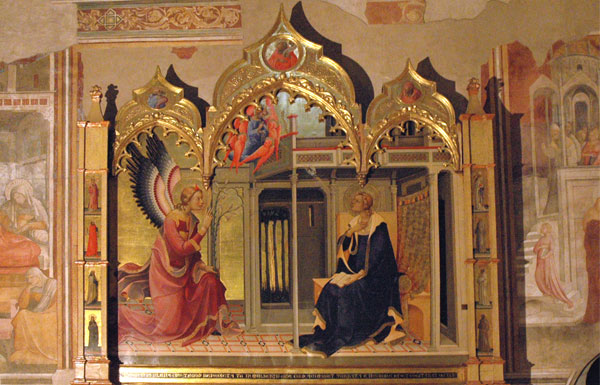
Anunciación, Lorenzo Monaco, 1420–1424. Iglesia de la Santa Trinidad de Florencia. Se ha sugerido esta obra como fuente de inspiración para las dos tablas entre la Virgen y el arcángel, y las figuras de las lunetas.

Igualmente algunos investigadores han encontrado en esta escena indicios del contacto directo con varios retablos de Florencia. En concreto autores como Penny Jolly señalan tres características inusuales que probarían el contacto de Jan van Eyck con los retablos de esta ciudad: en primer lugar las dos tablas que separan a la Virgen y al arcángel; las palabras de la Virgen, escritas al revés; y los rayos de luz que iluminan la pared detrás de la Virgen. El retablo de la Anunciación de Lorenzo Monaco (hacia 1424), en la iglesia de la Santa Trinidad de Florencia es una obra que ha sido estudiada por tener varios elementos en común con la Anunciación del Políptico de Gante. En ambas obras María y el arcángel están separados por un espacio vacío, que se divide en una zona abierta a una vista exterior a la izquierda, y una zona interior a la derecha.
En el suelo de baldosas de la Anunciación de Gante caen unas sombras que solo pueden provenir del propio marco del retablo consiguiendo, mediante este efecto, la ilusión de continuidad entre el espacio pictórico y el mundo real.

### Los donantes: Joos Vijdt y Lysbette Borluut
Joos Vijdt o Vyd era un próspero comerciante y funcionario del tribunal de la ciudad; aparece retratado a la izquierda. Su esposa, Isabelle Borluut, está a la derecha. La pareja, ya anciana, patrocinó la monumental pintura. Entre ambos están representados sus santos protectores, san Juan Bautista y san Juan Evangelista, en monocromo. Es una de las partes más innovadoras de la obra, puesto que hasta entonces los retablos eran ante todo esculturas en el interior que era la zona más importante, con la pintura desarrollando un papel menor en el exterior. Van Eyck invierte los términos: es toda ella pintura, quedando la escultura para el exterior, a través de estas fingidas estatuillas representadas con gran realismo a modo de trampantojo.

## Vista del políptico abierto

### Paneles superiores

#### Déesis
Las tres figuras centrales de los paneles superiores remiten a la forma iconográfica de la Déesis. Esta iconografía, propia del arte bizantino, muestra un Cristo en majestad o pantocrátor con la Virgen y Juan el Bautista a derecha e izquierda.
En las tres figuras hay inscripciones con significado teológico. Así, en el trono de María aparece un pasaje que la compara con los astros, usado por el pintor en otros cuadros.La inscripción en el arco sobre Cristo reza HIC EST DEUS POTENTISSIMUS PROPTER DIVINAM MAIESTATEM SUAM («Este es Dios todopoderoso por su divina majestad»).

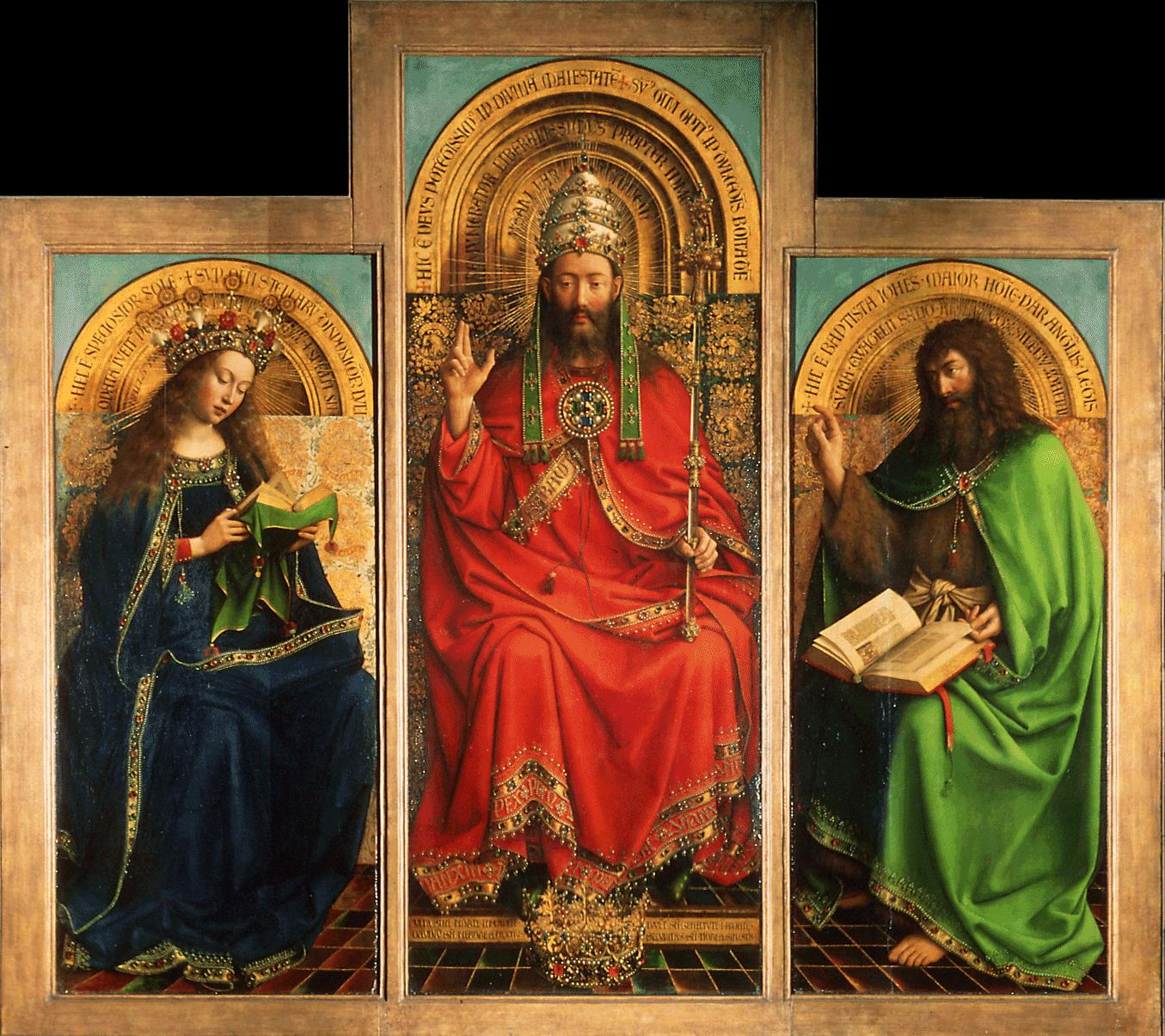
Representación iconográfica de la Déesis

La representación iconográfica de la Deesis incorporaba desde el siglo IX la tradición de mostrar a la Virgen y a San Juan como intercesores de las almas ante Dios en el día del Juicio Final.
Sin embargo, el retablo se aleja de la representación tradicional al renunciar al motivo de la intercesión de la Virgen y San Juan. Aquí en lugar de rogar a Cristo por las almas de los difuntos, aparecen estudiando las escrituras.
Igualmente, Juan el Bautista difiere de la tradición iconográfica al señalar a Dios en lugar de al Cordero —motivo que ya aparece en el panel inferior—.
La corona situada sobre el suelo, evoca el dominio del mundo por Dios.
Suele considerarse que es Hubert van Eyck el autor de estas figuras entronizadas, más estáticas y monumentales que todas las demás.

#### Ángeles cantores y músicos

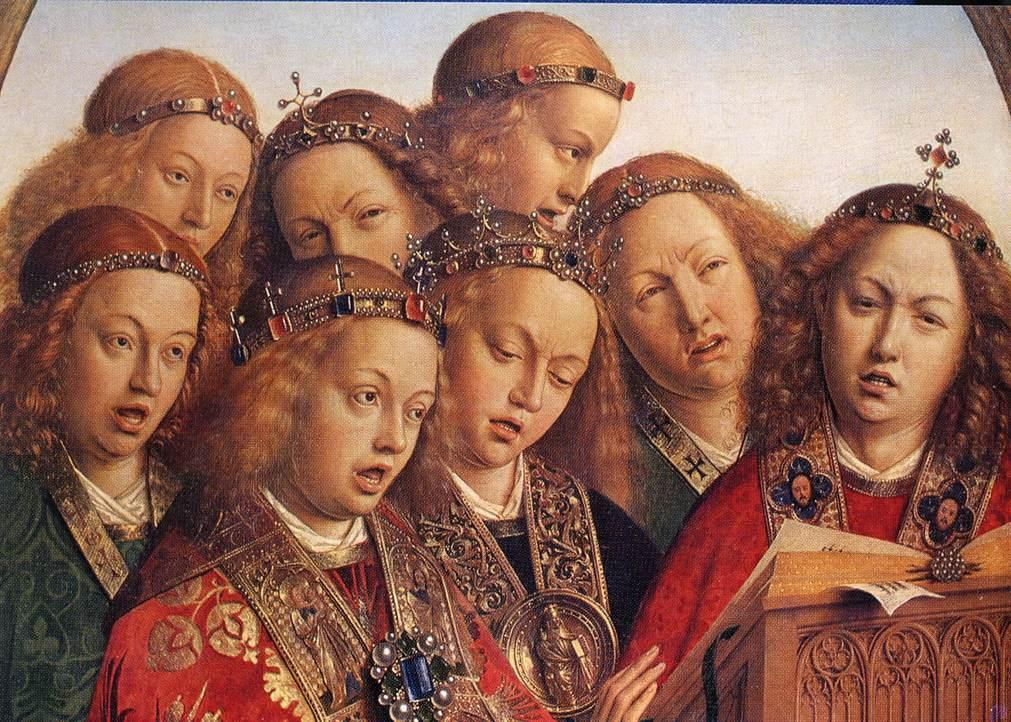
Detalle de los Ángeles cantores.

A los lados de las tres figuras hay ángeles cantores y músicos, vestidos con ropas de liturgia.
Los ángeles cantores se sitúan en la tabla izquierda, mientras los músicos aparecen en la tabla de la derecha.
Los ropajes, instrumentos y suelo están reflejados con gran detalle.
En el facistol de los ángeles cantores se representan figuras talladas de san Miguel venciendo al demonio y dos profetas sentados en las aristas del hueco portalibros.
En el pavimento —con baldosas de mayólica importadas entonces desde Valencia—,  se muestra repetida la figura del Cordero y otras alusiones a la divinidad.
Los ángeles tienen diferentes expresiones y según algunos autores es posible distinguir el registro de las diferentes voces atendiendo a los gestos.

#### Adán y Eva

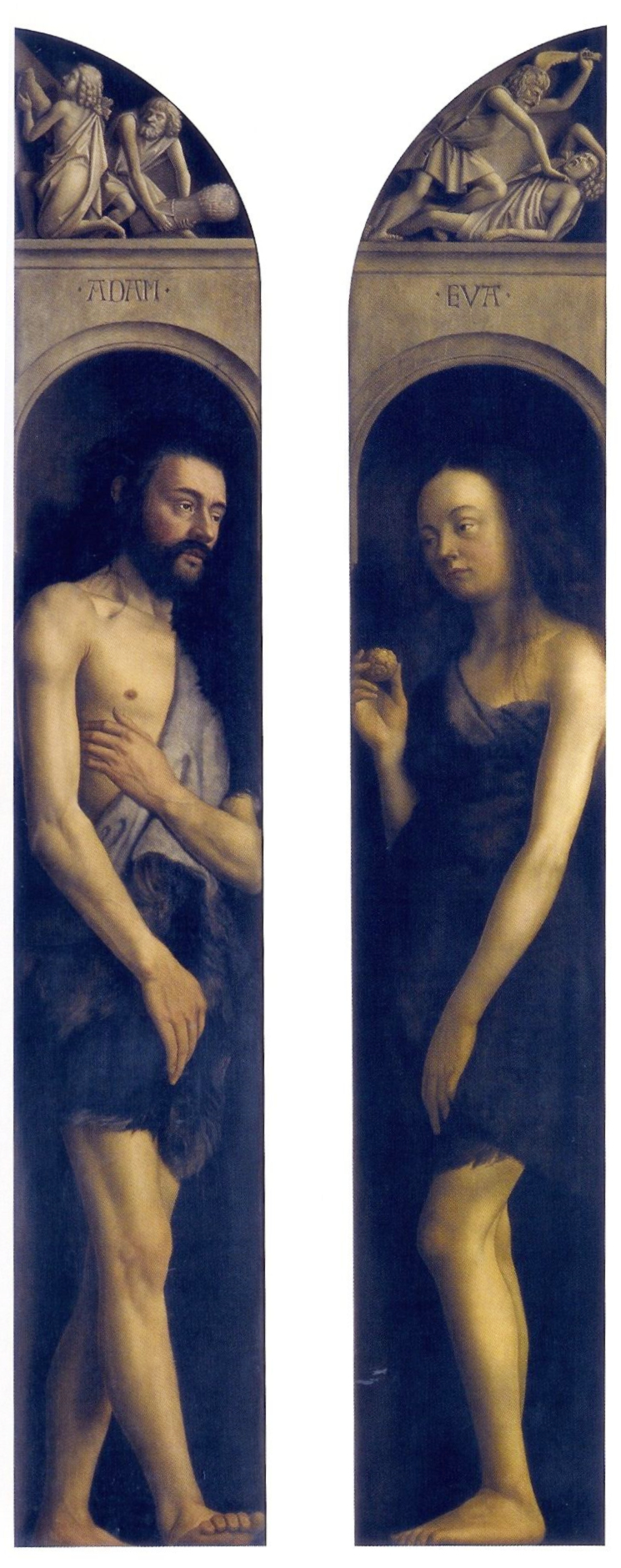
Reproducciones vestidas de Adán y Eva

Los paneles superiores de los extremos representan a Adán y Eva, a izquierda y derecha respectivamente. Están desnudos, no idealizados, sino con cuerpos extremadamente reales. Probablemente el artista se situó frente a modelos desnudos que reprodujo con honestidad.
Se trata de los primeros desnudos monumentales en la pintura flamenca.
Los protagonistas están separados, cada uno en un extremo del retablo, y la escena no muestra los elementos iconográficos tradicionales como el árbol, la serpiente, u otras plantas y animales del jardín.
Han sido pintados con su púdica hoja, y Eva sostiene la fruta por la que fueron expulsados del Jardín del Edén, que en este caso no es una manzana, sino una fruta cítrica. Su vientre hinchado hace referencia a su papel como madre de toda la humanidad.
Existe un efecto de trampantojo en el pie de Adán, que parece avanzar fuera del marco, dotando a la pintura de mayor perspectiva tridimensional.
Sobre Adán y Eva se ilustran las consecuencias del pecado original. A la izquierda, La ofrenda de Caín y Abel, y a la derecha el asesinato de Abel en manos de su hermano Caín. Estas escenas fueron pintadas en grisalla para dar la apariencia de ser bajorrelieves.
Cuando en 1781 el emperador José II de Habsburgo visitó la catedral de San Bavón, encontró los personajes de Adán y Eva de un naturalismo desagradable, lejano a los desnudos idealizados del arte clásico.
Con este motivo se separaron estas tablas y fueron depositadas en los archivos de la catedral.
En el siglo XIX, las representaciones desnudas de Adán y Eva volvieron a sufrir la censura, y los paneles fueron sustituidos por reproducciones vestidas realizadas por el pintor belga Victor Lagye, que aún se conservan en la catedral de Gante.

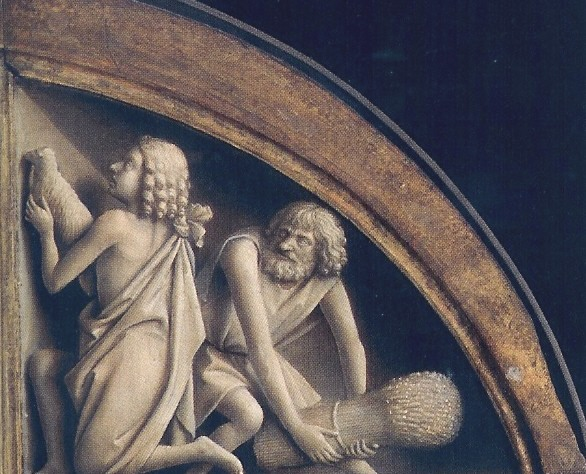
La ofrenda de Caín y Abel
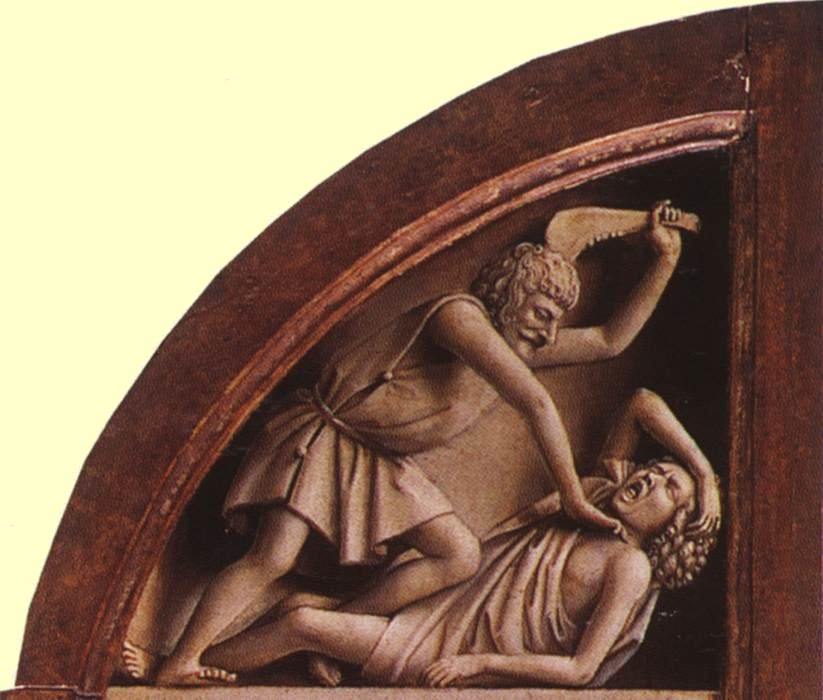
El asesinato de Abel
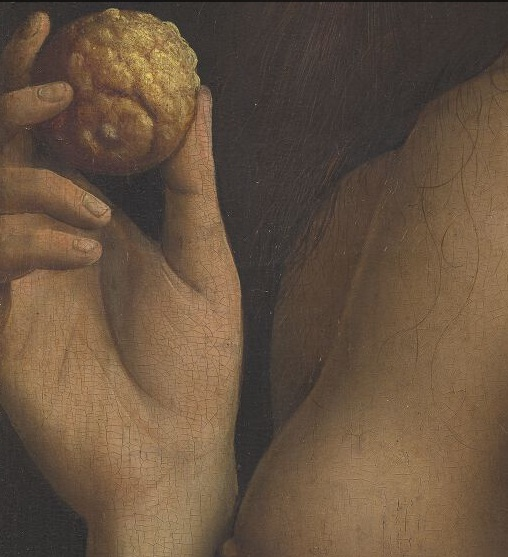
detalle del fruto cítrico que sostiene Eva

### Paneles inferiores

#### Panel inferior central
El panel inferior central muestra la escena principal, la Adoración del Cordero Místico, representando al Hijo de Dios y su Eucaristía.
Se trata de una obra fundamental en la historia de la pintura ya que ofrece un nuevo campo de visión naturalista, resultado de ampliar sobre una tabla escenas y representaciones que hasta entonces solo fueron accesibles a los conocedores de las miniaturas.
La composición está basada en un pasaje del Apocalipsis de San Juan:

Después de esto vi una grande muchedumbre, que nadie podía contar, de todas naciones, y tribus, y pueblos, y lenguas, que estaban ante el trono y delante del Cordero, revestidos de un ropaje blanco, con palmas en sus manos
Apocalipsis (7,9)

La sangre de Jesús es recogida en la copa, lo que se relaciona con el mito del Santo Grial. En el cielo surge la paloma, símbolo del Espíritu Santo, que ilumina la escena. El Cordero está rodeado por catorce ángeles, algunos de ellos con los símbolos de la Pasión (la cruz, la columna, la corona de espinas, la lanza, la esponja). Delante, la fuente de la vida de la que nace un arroyo, cubierto de joyas.
En la escena se observa una campiña con una ciudad al fondo. Esta campiña presidida por el trono del Cordero es un espacio que alberga un despliegue de numerosas figuras y detalles prodigiosamente concretos. Una ola de luz penetra toda la naturaleza, liga sin brusquedad todos los ambientes y une armoniosamente todas las materias, desde las telas de los ropajes y los metales de las hebillas y coronas hasta la piel de los rostros, las hojas de los árboles y los edificios del fondo.
Los cuatro grupos que adoran al Cordero son:
- Un grupo de judíos, sosteniendo el Libro Sagrado. Junto a ellos, los paganos, representado por sus caras orientalizantes y diversidad de sombreros y tocados. Dentro de este grupo, destaca la figura de blanco que pudiera ser probablemente el poeta romano Virgilio.
- La iglesia católica, donde figuran los doce Apóstoles en primer término y detrás santos y papas. Se reconoce entre los santos a San Esteban portando las rocas con que fue martirizado.
- Mártires masculinos, portando palmas.
- Mártires femeninos, que también portan palmas.

El paisaje representa el Jerusalén celestial. Hay plantas parecidas a las mediterráneas. En el horizonte se ven colinas, montañas y ciudades, creyéndose reconocer en la torre que queda detrás del altar el campanario de Utrecht.
|  |  |  |

#### Paneles inferiores laterales
Junto al panel central hay paneles laterales que también representan a grupos de personas. Los paneles de la izquierda muestran a Los Jueces Justos y a los caballeros cristianos. A la derecha, se encuentran los ermitaños y a los peregrinos, acompañados por el gigante San Cristóbal, patrón de los viajeros.
El panel de los jueces justos fue robado en 1934 y a pesar de las investigaciones y de las denuncias sobre su paradero, se cree destruido. Fue reemplazado en 1945 por una copia hecha por Jef Vanderveken.

#### Detalles
Los Van Eyck se tomaron mucho trabajo en representar exhaustivamente todos los detalles de dichas escenas: las telas y joyas, el paisaje, las iglesias y la naturaleza. Los paisajes, en particular, muestran una enorme riqueza de vegetación, en ocasiones con especies no europeas.

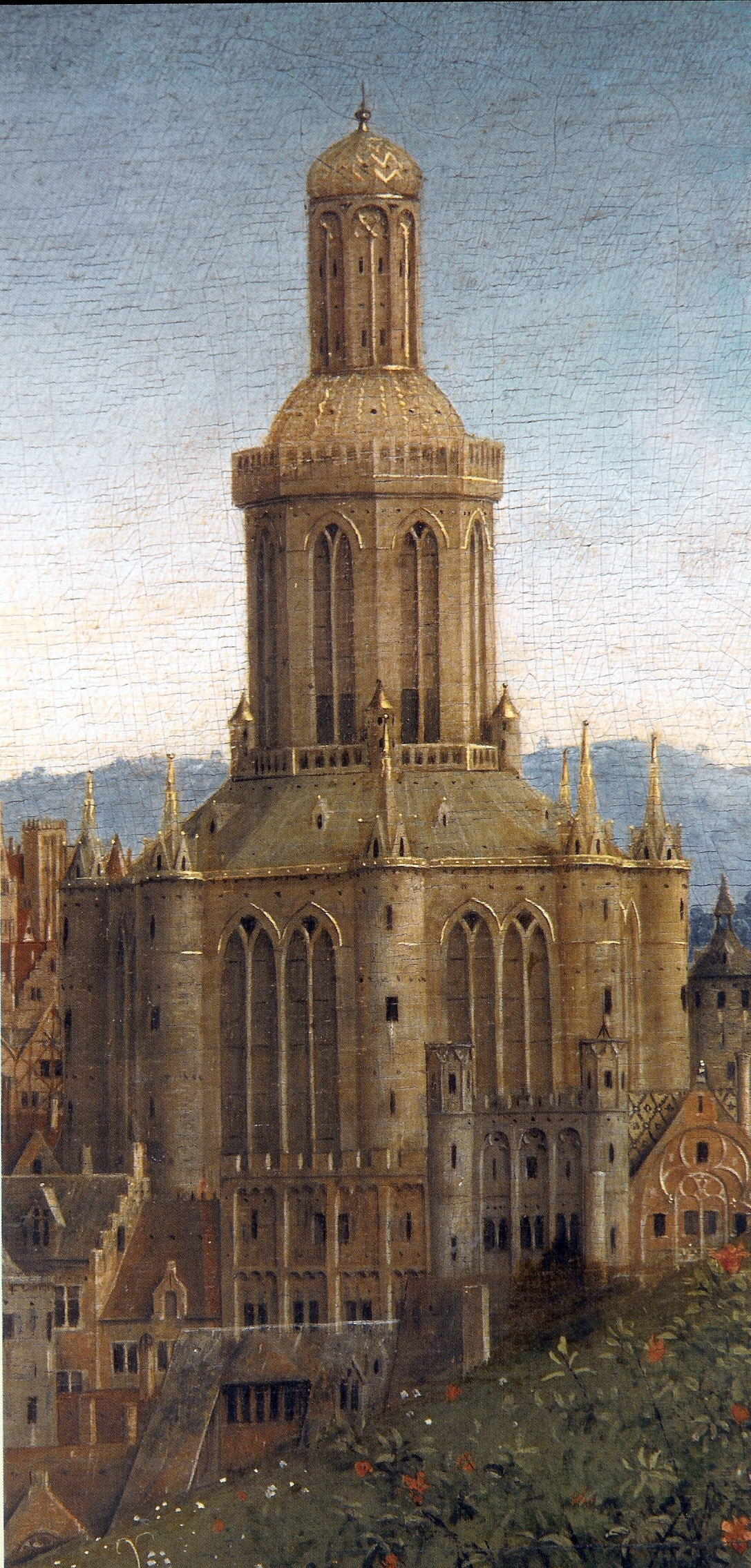
Una iglesia en la esquina superior izquierda del panel inferior central
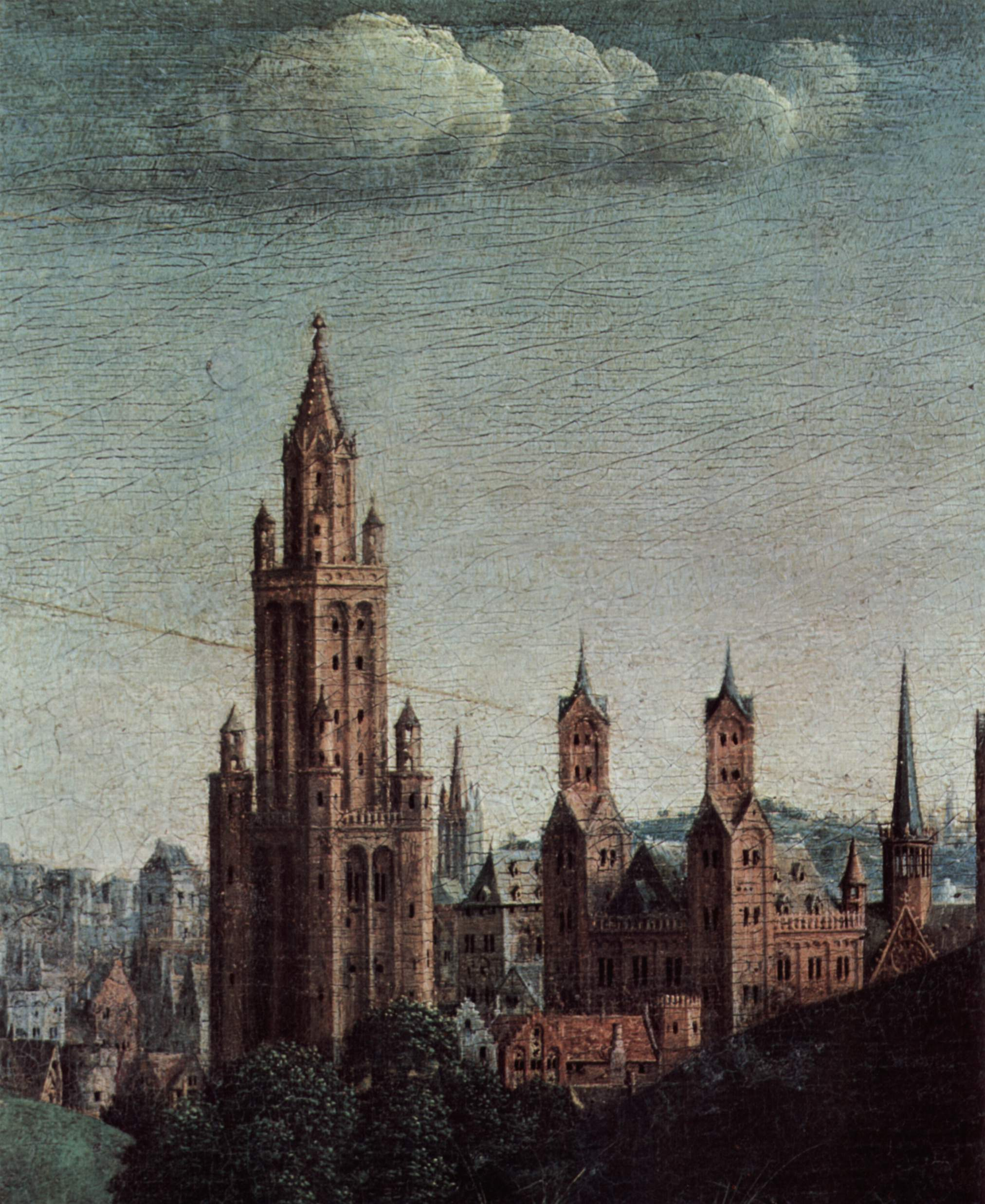
Iglesias en la esquina superior derecha del panel inferior central
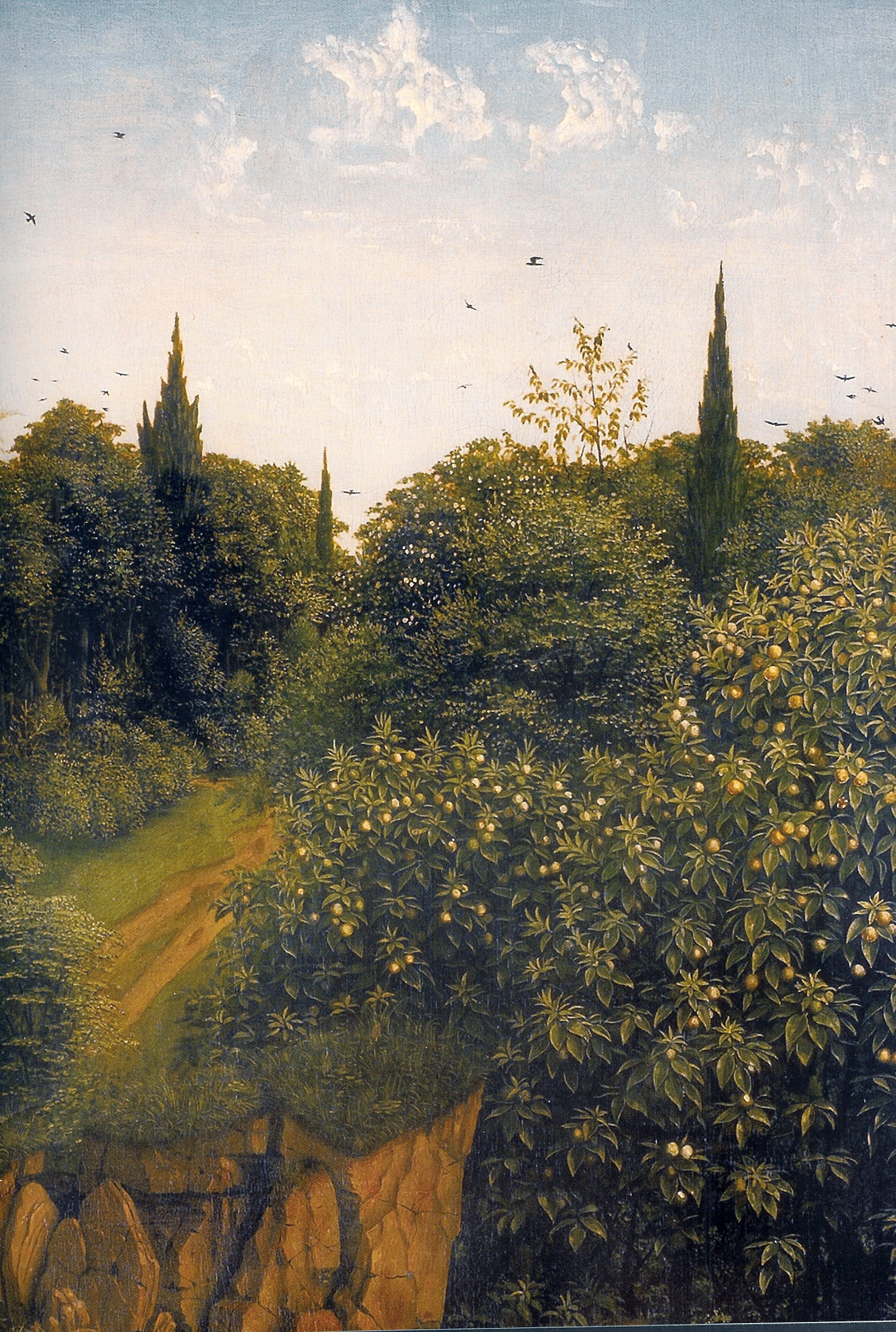
Horizonte en el panel de los ermitaños
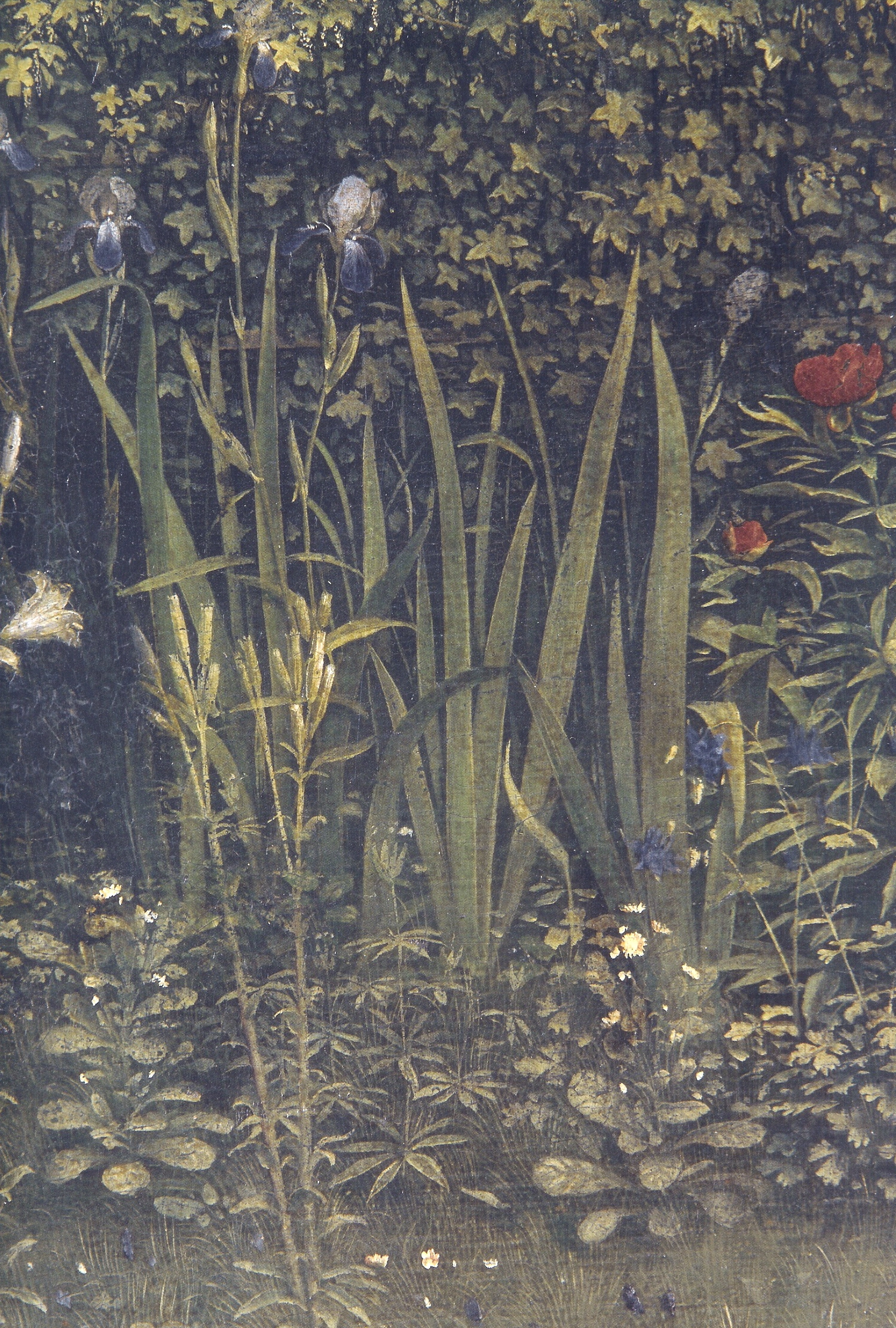
Riqueza vegetal perfectamente identificable